# Bonita Theunissen
Bonita Theunissen (Wijchen, 14 november 1994) is een Nederlands voetbalster die uitkwam voor Achilles '29 en PEC Zwolle.

## Carrière
In de zomer van 2016 maakte ze de overstap van SC Woezik naar de nieuwe Eredivisionist Achilles '29. Op 2 september 2016 maakte ze haar debuut bij de eerste selectie in de uitwedstrijd tegen PEC Zwolle. De wedstrijd eindigde in 0–2. Na twee seizoenen in Groesbeek maakte ze de overstap naar PEC Zwolle. In april 2020 gaf ze aan te stoppen met profvoetbal en zich te concentreren op haar maatschappelijke carrière. Ze ging spelen voor DTS Ede.

### Carrièrestatistieken
| Seizoen                      | Club            | Land            | Competitie      | Competitie | Competitie | Beker | Beker | Internationaal | Internationaal | Overig | Overig | Totaal | Totaal |
| Seizoen                      | Club            | Land            | Competitie      | Wed.       | Dlp.       | Wed.  | Dlp.  | Wed.           | Dlp.           | Wed.   | Dlp.   | Wed.   | Dlp.   |
| ---------------------------- | --------------- | --------------- | --------------- | ---------- | ---------- | ----- | ----- | -------------- | -------------- | ------ | ------ | ------ | ------ |
| 2016/17                      | Achilles '29    | Nederland       | Eredivisie      | 21         | 6          | –*    | 2     | –              | –              | –      | –      | 21     | 8      |
| 2017/18                      | Achilles '29    | Nederland       | Eredivisie      | 23         | 12         | 0     | 0     | –              | –              | –      | –      | 23     | 12     |
| 2018/19                      | PEC Zwolle      | Nederland       | Eredivisie      | 15         | 3          | 1     | 0     | –              | –              | –      | –      | 16     | 3      |
| 2019/20                      | PEC Zwolle      | Nederland       | Eredivisie      | 2          | 0          | 0     | 0     | –              | –              | 1      | 0      | 3      | 0      |
| Carrière totaal              | Carrière totaal | Carrière totaal | Carrière totaal | 61         | 21         | 1*    | 2     | 0              | 0              | 1      | 0      | 63     | 23     |
| Bijgewerkt tot 30 april 2020 |                 |                 |                 |            |            |       |       |                |                |        |        |        |        |